# Ziarnojadek papugodzioby
Ziarnojadek papugodzioby (Sporophila peruviana) – gatunek małego ptaka z rodziny tanagrowatych (Thraupidae). Występuje w zachodniej części Ameryki Południowej. Nie jest zagrożony.

## Systematyka
Gatunek ten jako pierwszy opisał René Lesson w 1842 roku, nadając mu nazwę Callyrhynchus peruvianus. Holotyp pochodził z Callao w Peru. Obecnie takson ten umieszczany jest w rodzaju Sporophila. Wyróżnia się 2 podgatunki: S. p. devronis (J. Verreaux, 1852), S. p. peruviana (Lesson, 1842).

## Morfologia
Raczej typowy dla ziarnojadków ptak o masywnym, okrągłym, silnym dziobie z haczykowatym zakończeniem. Dziób tego gatunku jest podobny do dziobów papug, stąd jego nazwa. Samce mają szarą głowę, szary grzbiet, skrzydła i ogon oraz biały lub szarawobiały brzuch. Białe paski skrzydłowe. Charakterystyczne dla tego gatunku są białe powieki i białe upierzenie w kształcie półopaski poniżej policzków oraz czarne gardło. Dziób brązowo-żółty. Samice mają brązowy i szarobrązowy grzbiet, skrzydła i ogon, brzuch jasny biało-szary, dziób szaro-brązowo-żółty. Młode osobniki w upierzeniu przypominają samice. Podobny jest do ziarnojadka Taczanowskiego, od którego różni się głównie dziobem. Długość ciała 10,5–12,5 cm; masa ciała 12,6 g.

## Zasięg występowania
Ziarnojadek papugodzioby występuje w zachodniej części Ameryki Południowej do wysokości 800 m n.p.m. Jest ptakiem osiadłym. Poszczególne podgatunki występują:
- S. p. devronis – od zachodniego Ekwadoru wzdłuż wybrzeża do północno-zachodniego Peru (Tumbes)[10]
- S. p. peruviana – na wybrzeżu Peru od La Libertad do Ica[7].

## Ekologia
Jego głównym habitatem są krzewiaste zarośla, żywopłoty na terenach rolniczych lub na obrzeżach wsi, nieużywane zakrzaczone pola i doliny okresowych rzek.
Ziarnojadki papugodziobe występują pojedynczo, w parach lub w niewielkich stadach. Poza okresem godowym spotykany jest w większych grupach. W okresie suchym przy źródłach wody stada ziarnojadka papugodzibego mogą dochodzić do 2000 osobników. Żywią się głównie ziarnami traw, żerują na ziemi. Bardzo mocny dziób sugeruje, że pokarmem ziarnojadka papugodziobego są twardsze i większe nasiona niż ziarnojadka rudobrodego zamieszkującego te same tereny.
Sezon lęgowy ma miejsce w trakcie pory deszczowej od lutego do kwietnia. W latach o większych opadach może rozmnażać się wielokrotnie. Gniazda utkane są z wąsów czepnych, usytuowane na krzakach, często dosyć wysoko nad ziemią. Jego gniazda bywają wykorzystywane przez pasożyta lęgowego – starzyka granatowego.

## Status
W Czerwonej księdze gatunków zagrożonych IUCN ziarnojadek papugodzioby od 1988 roku klasyfikowany jest jako gatunek najmniejszej troski (LC, Least Concern). Liczebność populacji nie została oszacowana, ale ptak ten opisywany jest jako pospolity, choć rozmieszczony punktowo. Organizacja BirdLife International uznaje trend liczebności populacji za wzrostowy, gdyż degradacja środowiska powoduje tworzenie nowych, dogodnych siedlisk dla tego gatunku.